# كينسي (فلم)
كينسي (بالإنجليزية: Kinsey) هو فيلم سيرة درامي أمريكي جرى إنتاجه في عام 2004. الفيلم من كتابة وإخراج بيل كوندون، وبطولة لورا ليني، كريس أودونيل، بيتر سارسجارد، تيموثي هوتون، جون ليثغو، تيم كاري، وأوليفر بلات.
يحكي الفيلم قصة حياة ألفريد تشارلز كينسي (يُؤدي دوره ليام نيسون) الذي كان رائدا في مجال علم الجنس. في عام 1948 نشر كتابه السلوك الجنسي عند ذَكَر الإنسان (الكتاب الأول من تقارير كينسي) الذي يُعد واحدا من أول الأعمال التي حاولت معالجة السلوك الجنسي عند الإنسان بطريقة علمية.

## طاقم التمثيل
- ليام نيسون بدور ألفريد كينسي
  - بنيامين ووكر بدور ألفريد (19 سنة)
  - ماثيو فاهي بدور ألفريد (14 سنة)
  - ويل دنتون بدور ألفريد (10 سنوات)
- لورا ليني بدور كلارا ماكميلن
- بيتر سارسجارد بدور كلايد مارتن
- كريس أودونيل بدور واردل بوميروي
- تيموثي هوتون بدور بول جبهارد
- جون ليثغو بدور ألفريد سيغين كينزي
- تيم كاري بدور ثورمان رايس
- أوليفر بلات بدور هيرمان ويلز
- ديلان بيكر بدور آلان غريغ
- ويليام سادلر بدور كينيث برون
- جون مكمارتن بدور هنتنغتون هارتفورد
- جون كراسينسكي بدور بين
- جوليان نيكلسون بدور أليس مارتن
- فيرونيكا كارترايت بدور سارة كينسي
- ديفيد هاربر بدور روبرت كينسي

## وصلات خارجية
- مقالات تستعمل روابط فنية بلا صلة مع ويكي بيانات